# PocketStudio
PocketStudio ist eine integrierte Entwicklungsumgebung für Palm OS und Garnet-OS. Die Software ist ein internationales Projekt; es handelt sich um eine Gemeinschaftsentwicklung der Pocket Technologies Inc. (USA) zusammen mit winsoft (Slowakei) und brasilianischen Entwicklern. Sie ähnelt in vielerlei Hinsicht der Open-Source-IDE Lazarus und zum populären Delphi für Windows. Die visuelle Programmierumgebung enthält u. a. einen Formulardesigner, einen Objekt-Inspektor und einen Quelltexteditor.
Als Programmiersprache wird ein Pascal-Dialekt benutzt, der durch spezifische Erweiterungen den Besonderheiten des Palm OS angepasst ist.
Zum Debuggen werden der Palm-OS-Emulator POSE oder der Garnet-OS-Simulator eingebunden. PocketStudio läuft unter Windows. Die Software erzeugt PRC-Dateien, die mittels HotSync auf den Palm übertragen werden oder im Internet bzw. auf Datenträger verbreitet werden können.